# Knud Fabricius
Knud Frederik Krog Fabricius (født 13. august 1875 i Aarhus, død 30. juni 1967 i København) var en dansk historiker, professor dr. phil.

## Liv og gerning
Knud Fabricius blev født i Aarhus, og hans far var historikeren og præsten Adam Kristoffer Fabricius. Han blev student i 1895 og cand. mag. fra Københavns Universitet 1901. Han fik universitetets guldmedalje for en historisk prisopgave i 1903. 1903-1905 var han på studieophold i Sverige. Han blev dr. phil. i København i 1906 med en stort anlagt fremstilling af Skaanes Overgang fra Danmark til Sverige i to bind og blev ansat som underarkivar i Rigsarkivet 1909. En stilling han beholdt til 1917. 1905-1907 var han på rejser i Europa og Nordafrika. Han var samtidigt lærer på skiftende københavnske gymnasier såvel som ved officersskolen. Han blev professor i historie ved Københavns Universitet 1916 og regensprovst 1918. Han fratrådte begge disse stillinger i 1946.
Han blev medlem af Det kongelige danske Selskab for Fædrelandets Historie 1915, og Videnskabernes Selskab 1941.
Han var forfatter til Griffenfeld (1910), Regensen gennem hundrede Aar (1923-25) og medforfatter til bind 5 af Det danske folks historie om tiden 1648-1730 og bind 4 af Sønderjyllands historie fremstillet for det danske folk om tiden 1805-1864. (Han var desuden medredaktør af dette værk fra 1930). Han skrev også et mindre biografisk værk om vennen kulturhistorikeren Troels Frederik Troels-Lund (1921) og udgav også de sidste to bind af dennes efterladte værk Bakkehus og Solbjerg (1921-22). Han stod desuden for en revideret og forøget fjerde udgave af Illustreret Danmarkshistorie for Folket der udkom 1913-15; Den var skrevet af hans far.

## Ægteskab og familie
Han blev gift 19. maj 1906 med Estrid født Stolpe (født i Stockholm 3. juni 1876) datter af professor Hjalmar Stolpe og Emmy født Holmgreen.

## Forfatterskab
- Knud Fabricius: Saxos Valdemarskrønike og hans Danasaga (Historisk Tidsskrift, Bd. 8, rk. 6; 1915)